# Maximilian Handel
 Maximilian Handel  (* 14. September 1889 in Hagenau, Gemeinde St. Peter am Hart, Oberösterreich; † 10. Mai 1966 ebenda) war ein österreichischer Gutsbesitzer und Politiker (ÖVP). Handel war Mitglied des Oberösterreichischen Landtags und von 1945 bis 1949 Abgeordneter zum Nationalrat.

## Leben
Maximilian Sigismund Franz Anton Erasmus Rudolph Joseph Maria von Handel entstammte der oberösterreichischen Linie einer Brabanter Familie und wurde als Sohn von Max Freiherr von Handel und Flora Freiin von Handel geboren. Maximilians Vater war der Neffe von Erasmus von Handel und ein Vetter der Dichterin Enrica von Handel-Mazzetti gewesen. 
Maximilian besuchte das Gymnasium und diente von 1914 bis 1918 im Ersten Weltkrieg, wobei er es bis zum Oberleutnant der Reserve brachte. Nach dem Ende des Krieges übernahm er die Bewirtschaftung des Gutes Schloss Hagenau und heiratete 1921 Mathilde Gräfin zu Spaur und Flavon, wobei der Ehe zwei Töchter entsprangen. 1919 wurde er Bürgermeister von Hagenau. Von 1934 bis 1938 war er Mitglied des Ständischen Landtags in Oberösterreich und vor allem als Fachmann für Finanz- und Budgetangelegenheiten gefragt. In der gleichen Zeit bekleidete er auch die Funktion des Gauleiters der Vaterländischen Front im Bezirk Braunau. Zwischen dem 19. Dezember 1945 und dem 8. November 1949 war er Abgeordneter der ÖVP im Nationalrat, 1945 auch Obmann der Bezirksbauernkammer.